# Tangeh-ye Do
Tangeh-ye Do (em persa: تنگه دو é uma aldeia do distrito rural de Bahmanshir-e Jonubi, no condado de Abadan, na província de Khuzistão, Irã.
Segundo o censo de 2006, sua população era de 859 habitantes, em 153 famílias.